# Bast (fiber)
 For alternative betydninger, se Bast. (Se også artikler, som begynder med Bast)
Bast er en type fiber, der består af sejt cellevæv i stængler og stammer i mange træer, buske og andre tokimbladede planter. Det er levende celler, som støtter cellene i phloem og giver styrke til stammen. De transporterer også byggestoffer inden i træet.
Bastfiberen hos nogle planter bliver kommercielt udnyttet til tov, tæpper, papir, sække osv. Jute, hamp og hør er vigtige bastplanter. Tidligere blev basten fra lind, Almindelig ene og Almindelig Taks benyttet tilsvarende.
Ordet stammer fra det norrønske verbum for at binde.

## Eksterne links
- Planteanatomi - Styrkevev er optimalt plassert (norsk)
- Botanisk og plantefysiologisk leksikon (norsk)
- Trevirkets oppbygging og egenskaper - Hovedprinsippet hos bartrær Arkiveret 28. september 2007 hos  Wayback Machine (norsk)

| Botanik | Spire Denne botanikartikel er en spire som bør udbygges. Du er velkommen til at hjælpe Wikipedia ved at udvide den. |